# Свято-Миколаївська церква (Веприк)
Свято-Миколаївська церква — цегляна церква УПЦ МП у селі Веприк Гадяцького району Полтавської області. Пам'ятка архітектури національного значення, охоронний № 586.

## Опис
Споруда цегляна, хрещата в плані, однобанна, з подовженою західною частиною. Горизонтальним пояском стіни розділені на два яруси, верх стін відмічений карнизом із модульйонами. Центральний простір середохрестя завершується круглим світловим барабаном, що має 8 аркових вікон і перекритий напівсферичним куполом із восьмигранним декоративним ліхтариком. Північний, південний і західний фасади прикрашені чотириколонними тосканськими портиками з трикутними фронтонами. Віконні отвори оздоблені кованими металевими решітками 1 пол. 19 ст. 
Квадратна у плані дзвіниця має дзвоновий поверх на другому ярусі й завершується невеликим напівсферичним куполом з високим шпилем, що увінчувався хрестом. 
Церква мала настінні розписи олійними фарбани (втрачені). Центральне місце підкупольного простору займало зображення Святої Трійці – Бога Отця, Бога Сина і Бога Духа Святого; у міжвіконних площинах центрального барабану – зображення давньозаповітних пророків на повен зріст. Сюжети ін. розписів невідомі. 

## З історії храму
У 1823 поряд із дерев’яним збудовано мурований, у стилі ампір, храм, а старий після закінчення робіт розібрано. 
У 1860 споруду капітально відремонтували. 
З 1901 діяла школа грамоти.
1902 до парафії входила частина м-ка Веприк та хут. Бабин.
У 1930-х релігійну громаду було знято з реєстрації, а церкву закрито.
Під час німецької окупації (у кін. 1941 чи на поч. 1942.) релігійна громада відновила свою діяльність. 
У 1952 офіційно знята з державного обліку через аварійний стан церковної будівлі. Протягом кількох наступних років споруда використовувалася як склад для посівного матеріалу. 
1959 силами Науково-дослідного і проектного сектору Республіканських спеціалізованих науково-реставраційних виробничих майстерень була виготовлена проектно-кошторисна документація на реставрацію споруди та пристосування її під навчальні механічні та швейні майстерні Веприцької СШ (авт. проекту – арх. П. Є. Захаренко). 
У 1968–1969 будівля церкви була відреставрована без пристосування під навчальні класи.

## Сучасність
Після реставрації (1968-1969) споруда понад 30 років не використовувалася і не мала господаря, внаслідок чого поступово руйнувалася. Хоча споруда  довгий час перебувала в занедбаному стані, та в останні роки активно ведуться роботи з її реставрації. Навіть відновлені безцінні малюнки на стінах в інтер`єрі.